# Frank A. Day

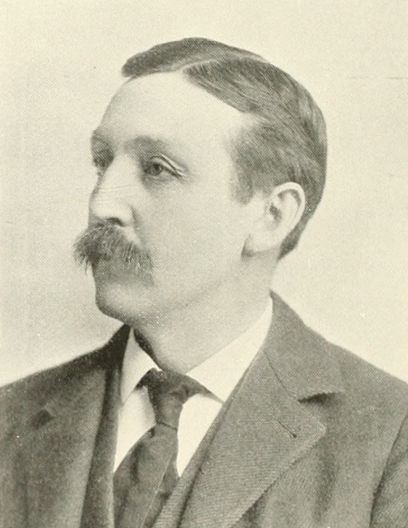
Frank A. Day

Frank Arah Day (* 30. September 1855 in Attica, Green County, Wisconsin; † 27. Dezember 1928 in Winona, Minnesota) war ein US-amerikanischer Politiker. Zwischen 1895 und 1897 war er Vizegouverneur des Bundesstaates Minnesota.

## Werdegang
Frank Day wuchs auf einer Farm in Wisconsin auf. Im Alter von 14 Jahren kam er nach Webster City in Iowa. Ab 1874 war er in Fairmont (Minnesota) ansässig. Beruflich war er als Verleger und Herausgeber in der Zeitungsbranche tätig. Politisch wurde er zunächst Mitglied der Republikanischen Partei. Im Jahr 1884 gehörte er deren Staatsvorstand für Minnesota an; im Juni 1892 nahm er als Delegierter an der Republican National Convention in Minneapolis teil. 1878 wurde Day in das Repräsentantenhaus von Minnesota gewählt; zwischen 1887 und 1895 saß er im Staatssenat. In beiden Kammern gehörte er mehreren Ausschüssen an.
1894 wurde er an der Seite von David Marston Clough zum Vizegouverneur von Minnesota gewählt. Dieses Amt bekleidete er zwischen 1895 und 1897. Dabei war er Stellvertreter des Gouverneurs und Vorsitzender des Staatssenats. In dieser Zeit zerstritt er sich in der Währungsfrage mit der Republikanischen Partei. Im Jahr 1896 kandidierte er erfolglos für die Free Silver Republicans für das US-Repräsentantenhaus. Dann wurde er Mitglied der Demokratischen Partei. Im Juli 1904 war er Delegierter zur Democratic National Convention; zwischen 1904 und 1908 war er demokratischer Staatsvorsitzender. In den Jahren 1927 und 1928 saß er nochmals im Senat von Minnesota. Er starb am 27. Dezember 1928 in Winona.